# Лёвенштейн, Карл
Карл Лёвенштейн (нем. Karl Löwenstein; 9 ноября 1891, Мюнхен — 10 июля 1973, Гейдельберг) — немецкий правовед, специалист в области конституционного права, философ и политолог.
Его научные труды и глубокие исследования типологии различных конституций оказали определенное влияние на западную конституционную мысль. Является автором термина «воинствующая демократия».

## Биография

### Ранние годы
Карл Левенштейн родился 9 ноября 1891 года в еврейской семье, которая ассимилировалась в немецко-еврейской буржуазии Мюнхена.

### Образование
Молодой Левенштейн учился в университетах Мюнхена, Гейдельберга, Парижа и Берлина. Он поселился в Мюнхене, а в 1918 году был приглашен в коллегию адвокатов Баварии. Левенштейн получил степень доктора права в Мюнхенском университете в 1919 году. В 1920-х годах Левенштейн продолжил учебу и основал юридическую практику в области международного коммерческого права. В 1931 году Левенштейн закончил аспирантуру по сравнительному правоведению и начал работать в качестве преподавателя права на полставки в Мюнхенском университете.

### Преподавательская деятельность
После захвата власти нацистской партией в 1933 году Левенштейн эмигрировал в США и в течение двух лет преподавал политические науки в Йельском университете. В 1936 году Левенштейн стал заведующим кафедрой политологии и юриспруденции в колледже Амхерст. Вскоре после этого, одержимый работой, Левенштейн получил американское гражданство, был вызван в коллегию адвокатов штата Массачусетс и начал активно публиковать материалы о европейских и южноамериканских фашистских движениях. Левенштейн оставался эмоционально связан со своей немецкой родиной, и приход нацистов к власти наполнил его глубокой скорбью.

### Работа в США
Иммигрировал в США. С 1942 по 1944 год Левенштейн работал в Министерстве юстиции США. В 1943 и 1944 годах Левенштейн также выполнял работу для внешнеэкономического управления (ВЭД). Когда в 1945 году закончилась Вторая мировая война, Левенштейн ухватился за возможность поработать консультантом Союзного военного правительства оккупированных территорий.

### Возвращение в Германию
Левенштейн прибыл в оккупированный Берлин в июле 1945 года и вместе с двадцатью другими юристами работал в Юридическом отделе при Вооружённых силах США, которому было поручено реформировать правовую структуру Германии. Известный немецкий юрист Карл Шмитт сразу же стал мишенью Союзного военного правительства оккупированных территорий, потому что американский военный губернатор оккупированной Германии Люциус Д. Клей приказал, чтобы интеллектуальные вдохновители нацистской Германии также предстали перед Нюрнбергским трибуналом. Левенштейну было поручено расследование дела Шмитта, и в сентябре 1945 года Шмитт был арестован без предъявления обвинений. Левенштейн конфисковал коллекцию книг Шмитта для использования Союзным военным правительством оккупированных территорий. В ноябре Левенштейн завершил отчет о деятельности Шмитта, который подтвердил его значительное влияние в нацистской Германии и всемирную репутацию главного идеолога тоталитарных и фашистских движений с особым влиянием во Франции, Испании и Латинской Америке.
В последующие 15 месяцев Левенштейн путешествовал по оккупированной союзниками Германии и помогал выявлять судей, юристов и правоведов, которым следует запретить вносить вклад в юриспруденцию Германии. Будучи одним из трех немецких юристов, работающих в Юридическом отделе при Вооруженных силах США, Левенштейн выполнял функции офицера разведки и проводил интервью с представителями немецкой юридической профессии. Левенштейна коллеги называли «папой денацификации» за его усилия по реформированию Немецкой ассоциации адвокатов. Левенштейну удалось сделать немецкую коллегию адвокатов независимой от политического надзора.

## Научная деятельность и воззрения

### «Воинствующая демократия»
В 1937 году Левенштейн опубликовал две статьи в American Political Science Review, в которых анализировался провал Веймарской республики и крах демократий на европейском континенте после Первой мировой войны. В статьях Левенштейн утверждал, что этим несостоявшимся европейским демократиям не хватало эффективных инструментов для защиты от современных антидемократических движений. Левенштейн ввел термин «воинствующая демократия» (нем. Wehrhafte Demokratie), которым он описал боеспособную демократию, оснащенную надежными конституционными механизмами для противостояния автократу, который путем всенародного голосования получил должность в демократическом государстве. Он, в частности писал:

Спасение абсолютных ценностей демократии следует ожидать не в её «отречении от престола» в пользу эмоциональности, используемой в бессмысленных или корыстных целях самозваными лидерами, а в преднамеренной трансформации устаревших форм и жёстких понятий в новые инструменты «дисциплинированной», или даже — не будем стесняться слова — «авторитарной», демократии. Вопрос о том, будет ли эта цель достигнута с помощью претворения в жизнь традиционных парламентских методов, как в Бельгии, Чехословакии и, не в последнюю очередь, в Великобритании, или с помощью прямолинейных инструментов конституционной реформы, как в Ирландском Свободном Государстве или в Эстонии, возможно, имеет второстепенное значение по сравнению с непосредственной целью, а именно тем, что эмоции масс должны контролироваться в рамках конституционного процесса, чтобы окончательно и безвозвратно стать ответственными перед народом...
...Очевидно, что ни одна страна не застрахована от фашизма как глобального движения. После признания этого неопровержимого факта напрашивается вопрос, а не нужны ли в Соединённых Штатах законодательные меры против зарождающегося фашизма. Изучение возможностей в этом направлении выходит за рамки настоящего исследования. Однако, если на вопрос будет дан утвердительный ответ, возникнет следующая проблема: разработка антиэкстремистского законодательства на федеральном уровне или уровне штатов в соответствии с глубоко укоренившимся фундаментализмом конституционных прав, закреплённых в американской Конституции.

В 1939 году Мемориальный фонд Джона Саймона Гуггенхейма присудил Левенштейну стипендию, и он смог поехать в Латинскую Америку для проведения исследований.
Вслед за Атлантической хартией 1941 года, в которой излагались американские и британские цели для мира после окончания Второй мировой войны, Американский институт права (ALI) пригласил Левенштейна и Эрнста Рабеля присоединиться к комитету международных экспертов в качестве представителей правовой культуры до нацистской Германии. Комитет дал рекомендации по составлению Заявления об основных правах человека. Левенштейн утверждал, что права человека могут быть реализованы только при демократии, и сформулировал право на участие в управлении государством, которое было принято в качестве статьи 16 проекта, который готовил Американский институт права: «каждый имеет право участвовать в управлении своим государством», что соответствовало обязанности государства «соблюдать волю народа, проявленную в ходе демократических выборов».

### Учение о конституциях
Лёвенштейн делил конституции стран мира по следующей классификации:

#### Первоначальные и производные конституции
Оригинальные конституции: их содержание было действительно новаторским для истории конституционализма в конкретной стране, или те, которые открывают новую доктрину или политический дух. Они вводят институты или политические решения, которые ранее не были опробованы на конкретной территории. Среди них следующие:
- Конституция США 1787 года,
- Конституции Франции 1791 и Конституция Франции 1793 года,
- Конституция Бельгии 1831 года,
- Конституция Германии 1919 года,
- Конституция РСФСР 1918 года и Конституция СССР 1924 года.

Производные конституции следуют основным фундаментальным чертам, оставленным первоначальным конституционным соглашением. Естественно, большинство современных конституций во всем мире являются производными. Но он утверждает, что некоторые европейские конституции, принятые после Второй мировой войны (например, западногерманская конституция 1949 года), частично заимствованы.

#### Идеологически-программные и утилитарные конституции
Идеологически-программные конституции несут идеологическую нагрузку в своих статьях и имеют целью показать, что создаваемое новое государство будет защищать какое-то «кредо». Среди них есть первые конституции, рожденные во время европейских либеральных революций, окрашенных этой идеологией. К таким он относил:
- Конституция Франции 1791 года,
- Конституция Испании 1812 года,
- Конституция Бельгии 1831 года.

Также в эту категорию попадают фашистская и социалистическая (марксистская) конституции.
Утилитарные конституции представляют, особенно в своей органической части, структурную и функциональную организацию государственных институтов. Хотя у них есть идеологическая подоплека, она размыта в их тексте.

#### Онтологическая классификация
Левенштейн утверждает, что существует несколько типов конституций, но истинная конституция — это та, которая, помимо того, что содержит основные гарантии и общие сведения об организации высших политических институтов страны, также воплощает в себе глубочайшие ценности либеральной демократии, а также (историческую) реальность социальной группы, которой она навязывается. Это то, что он называет «онтологической классификацией». Онтологическая классификация обращает внимание на реальную эффективность конституционного текста и на то, как он усваивается социальным организмом.
Аналитически Левенштейн рассматривает три разных типа конституций:
Нормативная конституция. Такая конституция действительно соблюдается, ощущается или «живет» как политическими правителями, так и гражданами в целом. Это эффективная конституция, которая в конечном счете контролирует или управляет политическими процессами в конкретной стране, а демократические или республиканские принципы, которые она утверждает, что поддерживает, четко соответствуют реальной политической практике. (Федеральная) Конституция Соединенных Штатов является примером таких добродетельных и «живых» конституций, которые «живут» в обществах, управляемых ею. Левенштейн использует аналогию с костюмом, который идеально подходит его пользователю.
Номинальная конституция. Ее содержание не всегда соответствует местной реальности, то есть реальной политике, проводимой внутри страны. Его текст в основном (или даже только) номинальный, и поэтому он на самом деле не применяется из-за отсутствия соответствующих условий или из-за того, что общественное тело еще не готово к ним. Тем не менее, она может иметь образовательную ценность для людей в целом и может стать нормативной конституцией когда-нибудь в будущем (в долгосрочной перспективе). Левенштейн утверждает, что большинство действующих мировых конституций в некоторой степени номинальные. Он сравнивает их с плохо сшитым костюмом.
Семантическая конституция. Семантическая конституция или часто называемая им «псевдоконституция» — фундаментальный закон, применяемый для формализации и легализации монополии на власть, ранее принадлежавшей некоторым социальным и/или экономическим группам, которые на самом деле, возможно, уже стали незаконными (сравните с марксистской концепцией надстройки).
Это очевидный способ, с помощью которого диктаторские правительства пытаются скрыть свой авторитаризм или даже тоталитаризм. На самом деле вместо того, чтобы ограничивать власть правительства в пользу прав личности, эти так называемые «конституции» делают прямо противоположное: они призваны укрепить или усилить и без того угнетающую предыдущую политическую систему. Исторические или сохранившиеся коммунистические режимы являются наглядными примерами или примерами этого явления: бывший Советский Союз, другие страны Восточного блока, Китай, Куба и т.д. Левенштейн прямо сравнивает их с простым маскарадным костюмом.
С другой стороны, Левенштейн отказался от идеи попытаться разработать «идеальную теоретическую конституцию», вместо этого заявив, что «идеальной конституции никогда не существовало и никогда не будет существовать».

### Учение о политике

#### Политические режимы
Левенштейн утверждает, что политические режимы делятся на:
Автократии. Реальная власть сосредоточена в очень немногих руках, которые практически не подвергаются какому-либо парламентскому или административному контролю и которые не признают традиционный принцип народного суверенитета (или не хотят этого делать). Он включает в эту группу оставшиеся абсолютные монархии (например, Саудовскую Аравию) и президентские системы с очень сильной исполнительной властью, которые выродились в бонапартизм (иногда называемый «гиперпрезиденциализмом»).
Конституционная демократия. Власть является выражением суверенитета народа, поскольку лица, избранные на политические должности, подвергаются различным мерам контроля, обеспечивающим верховенство закона. Большинство современных парламентских республик и конституционных монархий попадают в эту группу.
Согласно Левенштейну, эта классификация должна быть составлена не только с учетом законов, регулирующих эти институты, но и с учетом фактически наблюдаемой политической практики, потому что простого существования конституции недостаточно, чтобы определить, является ли определенное правительство демократическим или авторитарным.

#### Разделение властей
Левенштейн считал, что чрезвычайно трудно попытаться изменить разделение власти на исполнительную, законодательную и судебную ветви власти, установленное Монтескье, что является своего рода «священной догмой» для конституционной теории и практики либеральных демократий. Однако он представил новое трехстороннее разделение власти на три функции.
Исполнение политических решений: то есть реализация или проведение ранее выбранной политики.
Политический контроль: включает в себя контроль политического решения органом, другим правительственным органом, который его принял, проверяя, что оно было принято в соответствии со стандартными заранее установленными правилами.
Наиболее эффективным механизмом разделения власти и контроля над национальными политическими решениями является распределение основных правительственных функций по различным «департаментам» и то же самое с их подчиненными эквивалентами на уровне штата, провинции или региона.
Распределение власти означает, что (обычно три основных) различных административных департамента подобны водонепроницаемым отсекам, которые взаимно контролируют и ограничивают потенциально обширную сферу влияния других. В современных парламентских и президентских республиках это традиционно делается с помощью противовесов, обычно называемых «сдержками и противовесами». Левенштейн считает, что последняя функция является наиболее важной в его взглядах на трехстороннее разделение политической власти, потому что, если бы ее не существовало, две другие автоматически распались бы, поскольку даже масштабы и последствия национальных политических решений не могли быть определены или оценены.